# Nowickia latilinea
Nowickia latilinea là một loài ruồi trong họ Tachinidae.